# Stilfs
Stilfs (wł. Stelvio) – miejscowość i gmina we Włoszech, w regionie Trydent-Górna Adyga, w prowincji Bolzano (Tyrol Południowy).
Liczba mieszkańców gminy wynosiła 1228 (dane z roku 2009). Język niemiecki jest językiem ojczystym dla 97,66%, włoski dla 2,26%, a ladyński dla 0,08% mieszkańców (2001).